# Rumhavn
En rumhavn er et sted hvor rumfartøjer kan sendes ud i rummet og eventuelt lande igen. Er begrænset til en fast overflade på planeter og måner, men kan i princippet også være frit svævende konstruktioner i rummet. Navnet er analogt til lufthavne med fly.
En opsendelse fra ækvator mod øst er at foretrække, da Jordens rotationshastighed lægges til rakettens hastighed. Den populære geostationære bane er parallel med Jordens ækvator. Derfor anlægges rumhavne på så lave breddegrader som muligt. I tilfælde af uheld, skal der også være store havområder eller tyndt befolkede områder øst for rumhavnen. De afbrændte rakettrin skal også falde ned over ubeboede områder. 
Nogle satellitter skal opsendes i polære baner og her kræves der store havområder nord eller syd for rumhavnen, breddegrader er uden betydning. 
Rumhavne kaldes også for raketbaser og kosmodromer.

## Rumhavne på Jorden
- Bajkonur Kosmodromen, (Kasakhstan) 46° 00’ N
- Plesetsk Kosmodromen, (Rusland) 62° 54’ N , polære baner.
- Kapustin Jar Kosmodromen, (Rusland) 48° 30’ N Volgograd
- Cape Canaveral, (USA) 28° 28’ N Florida
  - Kennedy Space Center
- Vandenberg Air Force Base, (USA) 34° 45’ N Californien, polære baner.
- White Sands Missile Range/Space Harbor (USA) New Mexico, raketsonder.
- Kourou, (Fransk Guiana) 5° 14’ N
- Kagoshima, (Japan) 31° 15’ N Kyushu nedlagt i 2006.
- Tanegashima, (Japan) 30° 24’ N
- Jiuquan, (Nordkina) 41° 19’ N Indre Mongoliet.
- Taiyuan, (Nordøstkina) 38° 50’ N Shanxiprovinsen , polære baner.
- Xichang, (Centralkina) 28° 14’ N Sichuanprovinsen, synkronbanen.
- Wenchang, (Sydkina) 19° 37’ N Hainanøen, synkronbanen.
- Satish Dhawan Space Centre, (Indien) 13° 37’ N Sriharikota-øen, Bengalbugten.
- Esrange i Sverige.